# دل اونی رو که بخواد می‌خوادش
دل اونی رو که بخواد می‌خوادش آهنگ خواننده آمریکایی سلنا گومز است که متعلق به آلبوم سال ۲۰۱۴ این خواننده - برای تو - است. این آهنگ در ۶ نوامبر ۲۰۱۴ توسط شرکت هالیوود رکوردز منتشر شد. ویدئو موسیقی این آهنگ نیز در همین تاریخ، به همراه معرفی آهنگ، عرضه شد.
این آهنگ موفق شد در مدت چهار روز، ۱۰۲٫۰۰۰ کپی را به فروش برساند و در رتبه بیست و پنجم ۱۰۰ آهنگ داغ بیلبورد قرار بگیرد.

## دیدگاه منتقدین
آهنگ دل اونی رو که بخواد می‌خوادش به علت تفاوت در ترانه، تهیه‌کنندگی و خوانندگی - نسبت به آثار پیشین سلنا گومز، مورد استقبال و تحسین منتقدین و صاحب نظران موسیقی قرار گرفت.

## اجرای زنده
این آهنگ برای اولین بار در مراسم جوایز موسیقی آمریکا سال ۲۰۱۴ توسط سلنا گومز اجرا شد.

## ویدئو موسیقی
ویدئو موسیقی این آهنگ به شکل سیاه سفید تهیه شده و کارگردانی آن را نیز دان شادفورث بر عهده داشته‌است. ویدئو موسیقی دل اونی رو که بخواد می‌خوادش، موفق شد در ۲۴ ساعت اول بیشتر از ۹ میلیون بیننده را جذب کند.

## پیوند
دل اونی رو که بخواد می‌خوادش در یوتیوب